# سيمون واتسون (مجدف)
سيمون واتسون (بالإنجليزية: Simon Watson)‏ هو مجدف نيوزيلندي، ولد في 8 أغسطس 1987 في وانجانوي في نيوزيلندا.

## وصلات خارجية
- سيمون واتسون على موقع الاتحاد الدولي للتجديف (الإنجليزية)